# Скоморовский, Яков Борисович
Я́ков Бори́сович Скоморо́вский (19 августа 1889, Херсон, Российская империя — 4 июля 1955, Ленинград, СССР) — ленинградский джазовый трубач, бэндлидер, композитор.

## Биография
Родился 19 августа 1889 года в Херсоне в многодетной семье житомирского мещанина, музыканта Боруха Зинделевича Скоморовского (1860—1930) и Шейндли Нухимовны (Софьи Наумовны) Скоморовской (1864—1929); не позднее 1897 года семья переехала в Одессу. В 1897 году поступил в Одесское музыкальное училище по классу трубы (класс М. А. Адамова). В 1912 году окончил с отличием Петербургскую консерваторию по классу трубы.
Параллельно с работой в ленинградских театральных и филармоническом оркестрах (1920-е — 1930-е годы), организовал в Ленинграде один из первых джаз-бэндов. В 1929—1932 годах — музыкальный руководитель Теа-джаза Л. О. Утёсова. В 1932 году организовал собственный оркестр (с 1934 года «Концертный джаз-оркестр»), с которым с 1935 года работал на Ленинградском радио, а с 1937 года, когда коллектив вошёл в состав коллективов Ленгосэстрады, гастролировал по СССР. С 1932 года записывался со своим оркестром на грампластинки (под брендом «Джаз-оркестр Я. Скоморовского»): основную часть аудиозаписей составляют обработки американских и европейских шлягеров, в число записей входили «Блюз Моятана» и «Концертная румба», написанные самим Скоморовским. В джазовых обработках большое внимание уделял импровизациям солистов (как, например, в записи фокстрота «Дайна» 1938 года).
В 1930-е годы с оркестром Скоморовского активно сотрудничал И. О. Дунаевский. Скоморовский записал саундтреки с музыкой Дунаевского к популярным кинофильмам «Цирк» (1936), «Вратарь» (1936), «Девушка спешит на свидание» (1936; в эпизоде снялся вместе с оркестром), «Волга-Волга» (1938), в те же годы шлягеры из этих фильмов были записаны с оркестром Скоморовского на пластинки.
С 14 августа 1941 года руководил джаз-оркестром в составе Центрального ансамбля Военно-морского флота и солировал на трубе. Был оформлен в качестве вольнонаёмного. С 14 апреля 1942 года перешёл в кадры ВМФ на ту же должность в качестве интенданта II ранга. 14 июня 1942 года награждён орденом «Знак Почёта». С 1944 по 1946 год руководил симфоджазом «Ансамбль пяти морей».
Автор произведений для джаз-оркестра. С 1951 по 1954 год преподавал в Военно-морской музыкальной школе имени Н. А. Римского-Корсакова.

## Семья
- Прадед — житомирский купец Хаим Иось Ария Скоморовский (родился ок.1799 г.); Прабабушка —Бейла Двойра (родилась ок.1810г.)
- Дед — житомирский мещанин Зиндель Хаимович Скоморовский (1825—1901); бабушка — Неха Абрам-Беровна Скоморовская (1827—?)[3]. (По данным Ревизский сказки г.Житомира Волынской губернии от 2 июня 1858 г. в части «Купцы» (ГАЖО 118/14/105) скорее всего Зиндель Хаимович родился ок.1828 г. Братья — Наум (скрипач), Абрам (1887—1965; скрипач)[4], Александр (1897, Одесса; пианист)[5] и Иосиф (Юзеф, 1904, Одесса — 1979, Ленинград; пианист)[6]; сёстры — Эстер-Малка (1884, Житомир) и Ида (1907, Одесса)[7].